# Olympische Jugend-Sommerspiele 2010/Teilnehmer (Dominikanische Republik)
| Gelbes Symbol für Goldmedaillen mit stilisierten Olympischen Ringen | Graues Symbol für Silbermedaillen mit stilisierten Olympischen Ringen | Braundes Symbol für Bronzemedaillen mit stilisierten Olympischen Ringen |
| ------------------------------------------------------------------- | --------------------------------------------------------------------- | ----------------------------------------------------------------------- |
| 1                                                                   | —                                                                     | 1                                                                       |

Die Jugend-Olympiamannschaft der Dominikanischen Republik für die I. Olympischen Jugend-Sommerspiele vom 14. bis 26. August 2010 in Singapur bestand aus sieben Athleten.

## Athleten nach Sportarten

### Gewichtheben
Mädchen
- Yineisy Reyes
Leichtgewicht: 4. Platz

### Leichtathletik
| Mädchen - Fany Chalas 100 m: Bronze - María Mancebo 1000 m: 11. Platz | Jungen - Luguelín Santos 400 m: Gold Staffel Mixed: Gold (im Team Amerika) |

### Ringen
Jungen
- Jeffry Serrata
Freistil bis 54 kg: 6. Platz

### Segeln
| Mädchen - Paloma Esteban Byte CII: 20. Platz | Jungen - Eduardo Ariza Byte CII: 16. Platz |